# A nagy vonatrablás (film, 1903)
A nagy vonatrablás (eredeti cím: The Great Train Robbery) 1903-ban készült amerikai némafilm, kézi színezésű.
Ezt a filmet tekintik az első westernfilmnek, de kétségtelenül ez az első amerikai kasszasiker.

## Történet
Több mint egy tucat különböző jelenetből áll. A nyitó jelenetben két álarcos bandita egy hamis üzenet továbbítására kényszeríti erőszakkal a távírót, hogy a vonat eltérjen menetrendjétől és megállhasson útközben. Útonállók szállnak fel a vonatra. Némi dulakodás után feltörik a széfet. Megállítják a vonatot és kifosztják az utasokat. Valaki megpróbál elmenekülni, de lelövik. A banditák lóra szállnak és elvágtatnak. Közben a vonaton lévő távírász segítségért üzen. A következő jelenetben egy szalonban vagyunk, ahol egy fiút arra kényszerítenek, hogy táncoljon. Megérkezik a segítségkérés, és mindenki elsiet. A következő képben a rendőrök tűzharcba keverednek a gonosztevőkkel, és a rablókat lelövik.
Az egyik ismert jelenetben az egyik rabló egyenesen a kamera közepébe lő. A nézőre ez a hatás sokkolóan hatott, hisz úgy érezte, mintha rálőnének. G. M. Anderson, a film egyik szereplője sztár lett. 1907-től több száz filmben alakította Bronco Billy figuráját.
Sokak szerint nem ez az első westernfilm, hiszen korábban is születtek már vadnyugati témájú filmek. Pl: Thomas Alva Edison The Cripple Creek Bar-Room Scene-je 1899-ből. Ezek a filmek azonban nem rendelkeztek olyan fejlett dramaturgiával és történettel, mint Porter műve.
A nagy vonatrablást a Delaware és Lackawanna vasútvonalon forgatták New Jerseyben. Ebben a filmben alkalmaztak először fahrtot (sínen mozgó felvevőgép).

## Szereplők
- A.C. Abadie –  Sheriff
- Gilbert M. 'Broncho Billy' Anderson –  Bandita / Utas (Tenderfoot Dancer)
- Justus D. Barnes – Bandita
- Walter Cameron – Seriff
- Donald Gallaher – Kisfiú
- Frank Hanaway – Bandita
- Morgan Jones –
- Marie Murray – szalontáncos
- Mary Snow – kislány